# Breil-sur-Roya
Breil-sur-Roya é uma comuna francesa na região administrativa da Provença-Alpes-Costa Azul, no departamento Alpes Marítimos. Estende-se por uma área de 81,31 km², com  (Breillois) 2028 habitantes, segundo os censos de 1999, com uma densidade de 24 hab/km².